# Oplossing (scheikunde)

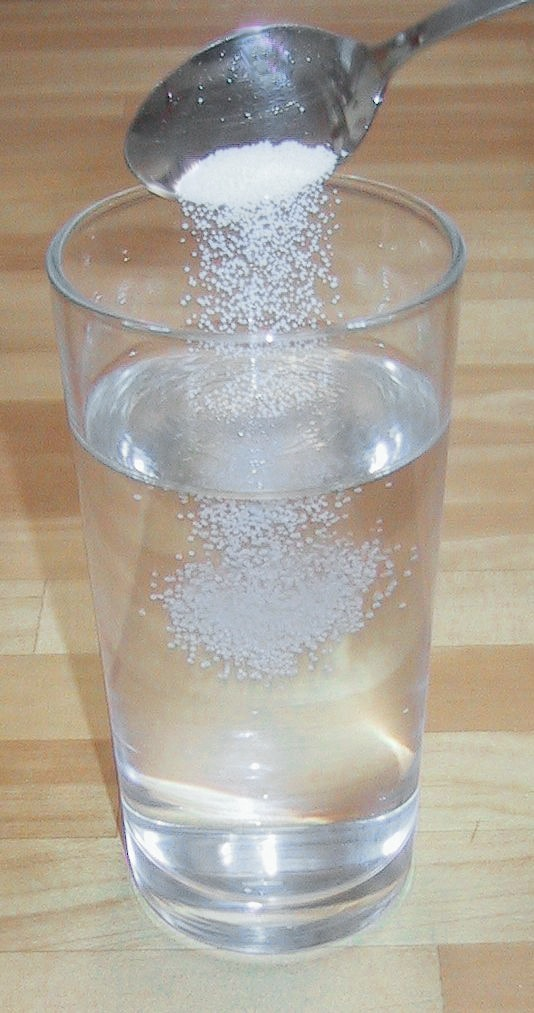
Zout oplossen in water

Een oplossing is een homogeen mengsel van twee of meer moleculair verdeelde stoffen, waarbij een van de stoffen - het oplosmiddel - in veel grotere hoeveelheden aanwezig is dan de andere - de opgeloste stoffen. Omdat de moleculen in een oplossing zich dicht bij elkaar bevinden en bovendien kriskras door elkaar bewegen, vinden chemische reacties in een oplossing makkelijk plaats. Het oplosmiddel hoeft geen onderdeel van die reacties uit te maken. Wat wel veel voorkomt, is dat het oplosmiddel tijdelijk elektronen of ionen uitleent voor de reactie. Vloeistoffen die veel als oplosmiddel worden gebruikt, zijn water en organische oplosmiddelen als aceton, tetrahydrofuraan en chloroform. Wanneer water het oplosmiddel is, heet dit een waterige oplossing. In de biochemie wordt als oplosmiddel vaak water gebruikt, met als extra toevoegingen enkele zouten als buffer, zodat de pH hetzelfde blijft. In veel gevallen is de hoeveelheid stof die opgelost kan worden, afhankelijk van de temperatuur. Bij het oplossen van suiker in water is dit bijvoorbeeld het geval.
Ook gassen kunnen oplossen in een oplosmiddel, deze oplossingen voldoen vaak aan de Wet van Henry.

## Vaste oplossingen
Niet alleen vloeistoffen zijn een oplosmiddel, vaste stoffen zijn ook, zij het meestal in beperkte mate, in elkaar oplosbaar. Voor sommige vaste stoffen geldt zelfs dat zij volledig mengbaar zijn. Een goed voorbeeld zijn de metalen zilver en goud. Deze zijn in iedere verhouding mengbaar. Meestal is de oplosbaarheid maar zeer gering, maar zelfs bij zeer geringe concentraties opgeloste stoffen kunnen de eigenschappen van de vaste stof bijzonder sterk veranderen. Dit geldt vooral voor halfgeleiders. De elektronica dankzij welke dit artikel leesbaar is, is geheel gebaseerd op het manipuleren – dopen of doteren – van deze zeer kleine hoeveelheden opgeloste stof.
Ook voor vaste stoffen geldt dat er gassen in opgelost kunnen zitten. Zo is de hardheid van zuiver titanium vooral te danken aan kleine hoeveelheden opgelost stikstof. Van het feit dat vaste oplosbaarheid meestal veel geringer is dan oplosbaarheid in de vloeistof wordt als zuiveringswijze gebruikgemaakt bij herkristallisatie.